# Heilandskirche (Frankfurt am Main)
Die Heilandskirche war die Kirche der gleichnamigen Gemeinde der Evangelischen Kirche in Hessen und Nassau im Frankfurter Stadtteil Bornheim. Nach der Fusion mit der Johannisgemeinde im Jahr 2003 wurde die Kirche im Jahr 2006 abgebrochen.

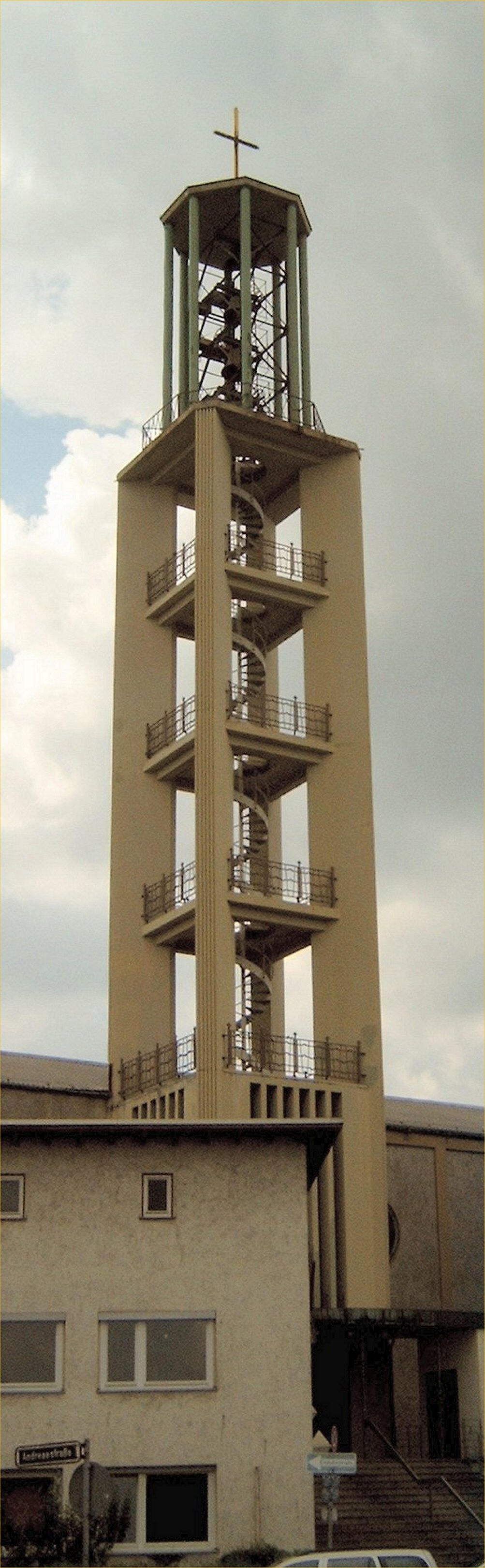
Turm der Heilandskirche 2003

## Geschichte

### Aufbau
Am 1. April 1955 wurde die Heilandsgemeinde aus der Johannisgemeinde in Frankfurt-Bornheim ausgegründet. Sie hatte damals etwa 8.500 Gemeindeglieder. Räumlich begrenzt war die Gemeinde im Westen von der Berger Straße, im Süden von der Bornheimer Landwehr, im Osten vom Bornheimer Hang und im Norden von den Straßenzügen Löwengasse, Inheidener Straße und Buchwaldstraße. Die Saalburgallee teilte die Gemeinde in einen Nord- und einen Ost-Bezirk. 1963 wurde neben der Kirche ein Altenheim eröffnet.

### Abriss
Nach zurückgehenden Mitgliederzahlen in der Evangelischen Kirche in Hessen und Nassau kam es in Frankfurt zu einer Reihe von Fusionen zwischen Kirchengemeinden. Auch die Heilandsgemeinde und die Johannisgemeinde vereinigten sich zum 1. Januar 2003 unter der Bezeichnung „Evangelische Kirchengemeinde Frankfurt am Main-Bornheim“. Da eines der beiden Kirchengebäude nicht mehr gebraucht wurde, beschloss die Gemeinde, die historische Johanniskirche zu behalten. Die Heilandskirche wies zudem einen erheblichen Sanierungsbedarf auf, überdies war das zentral gelegene Grundstück gut wieder zu verwerten. Die gesamte Bebauung mit Kirche, Gemeindezentrum und Altenheim wurden 2005 abgerissen.

### Turmkreuz
Das Turmkreuz der Heilandskirche wurde 2007 auf dem Riedberg aufgestellt. Es wurde während der Bauzeit der Riedbergkirche zum Mittelpunkt eines Labyrinths. Seit Abschluss der Baumaßnahmen an der Kirche auf dem Riedberg steht das Kreuz mit einer Gedenktafel zwischen einer kleinen Baumgruppe in der Nähe des U-Bahnhofes Riedberg.

## Kirche

### Gebäude
Bereits im Vorfeld der Gemeindegründung war an der Ecke Saalburgallee / Andreaestraße eine eigene Kirche mit Gemeindezentrum, Kindergarten und Wohnungen für Pfarrer und Angestellte geplant und errichtet worden. Es gelang, dort mehrere Grundstücke für das Vorhaben zu vereinigen, was schwierig war, da das Gebäude in einer bereits bebauten Umgebung errichtet wurde. Durch die letztendlich gewonnene Baufläche konnte der Hauptbaukörper dann aber weit von der Grundstücksgrenze entfernt errichtet werden, was städtebaulich gewünscht war. Ab Frühjahr 1954 wurde mit dem Aushub der Baugrube begonnen, der Grundstein am 13. Juni 1954 gelegt, das Richtfest am 23. Oktober 1954 gefeiert und Kirche und Gemeindezentrum am 4. September 1955 eingeweiht. Zuvor schon konnte die Konfirmation im noch nicht fertiggestellten Gebäude gefeiert werden.
Dazu hatte die Bauabteilung des Evangelischen Gemeindeverbandes mit den Architekten Ernst Görcke, Rakete und Krause und dem freien Architekten Hans Bartolmes einen Entwurf gefertigt. Die Ausarbeitung erfolgte dann durch Hans Bartolmes. Die Anlage war zweigeschossig: Oben befand sich der Gottesdienstraum für 380 Besucher, erweiterbar um weitere 100 Plätze, wenn der Raumteiler unter der Empore zur Seite geschoben wurde. Ein Stockwerk tiefer lagen die Gemeinderäume mit dem großen Gemeindesaal. Der 43 Meter hohe Kirchturm über dem Eingangsbereich bestand aus vier Eckpfeilern, die oberhalb des Eingangs durch vier Plattformen verbunden waren. Darauf stand eine achteckige Stahlkonstruktion, die den Glockenstuhl trug.
Ein Sgraffito an der Außenseite der Chorwand nach einem Entwurf von Otto Weber-Hartl stellte den Auferstandenen und die anbetende Gemeinde dar.

### Ausstattung
Auch Kanzel, Altar, Taufstein (alle aus Muschelkalk) und das italienische Marmormosaik der Wand hinter dem Altar, das ein monumentales, etwa 4 Meter hohes Christusmonogramm aus Messing trug, wurden von dem Architekten gestaltet. Die Buntglasfenster, Rundfenster an allen Wänden, außer der Altarwand, stammten von Anneliese Müller und Horst Schober von der Werkkunstschule Offenbach unter Leitung von Gottfried Diehl. Die drei an der Ostwand zeigten die Symbole der Dreieinigkeit, die vier an der Westwand die Evangelistensymbole, und die beiden über der Empore repräsentierten in rot und blau Liebe und Glauben.
Die Orgel wurde 1955/56 von Förster & Nicolaus Orgelbau errichtet und hatte 25 Register. Sie wurde 2008 an die römisch-katholische Kirchengemeinde St. Albertus in Gießen verkauft. Die vier Glocken wurden von der Glocken- und Kunstgießerei Rincker gegossen. Das Geläut war auf die benachbarten Kirchen, die Johanniskirche und die römisch-katholische Heilig-Kreuz-Kirche abgestimmt, so dass die Geläute auch ohne Disharmonie gemeinsam erklingen konnten. Nach dem Abriss wurden die Glocken an die Christuskirche (Frankfurt-Nied) verkauft.

### Pfarrer
- Wilhelm Fuhrmann - Pfarramt I -
- Ernst Klöß – Pfarramt II - Er hatte zwischen November 1939 und 1945 in Barcelona gewirkt[10][11] und war zwischen 1955 und 1974 Pfarrer der Heilandsgemeinde.[12] 1972 wurde ihm die Ehrenplakette der Stadt Frankfurt am Main zuerkannt.[13] Als Autor befasste er sich u. a. mit den ersten Jahren der Deutschen Schule in Barcelona.[14]
- Fritz Helbig - Pfarramt I - seit 1.5.1960 durch Gemeindewahl - Amtseinführung am 8.5.1960 durch Propst Goebels
- Helmut Kiworr (* 8. Oktober 1932 in Erlangen; † 2. Mai 1998 in Mainz) wuchs zwischen 1935 und 1945 im ostpreußischen Allenstein auf und fühlte sich demzufolge als Ostpreuße, zumal seine Familie von dort stammte. Er war zwischen 1970 und 1974 Pfarrer der Heilandsgemeinde. Zuvor war er von 1965 bis 1970 an der Evangelisch-Lutherischen Kirchengemeinde Spachbrücken in Reinheim im Landkreis Darmstadt-Dieburg und wechselte 1974 an die Melanchthon-Gemeinde nach Mainz, wo er auch für die Blindenseelsorge in Rheinhessen verantwortlich war. Am 1. Juli 1997 ging er in den Ruhestand.[15] Als Autor begab er sich zusammen mit seiner Ehefrau Karin, die als Krankenhauspfarrerin wirkte, auf die Spuren schottischer Mönche.[16]

## Alten- und Pflegeheime

### Altenheim der Heilandsgemeinde (1963–2005)
Bereits ein Jahr nach Eröffnung der neuen Kirche ging die Gemeinde das Projekt an ein Altenheim zu errichten. Dabei wurde die bestehende, eingespielte Spender-Struktur für den Kirchenbau genutzt. Als Baugrundstück stand die an Kirche und Gemeindezentrum angrenzende, unmittelbar an der Ecke Saalburgallee / Andreaestraße gelegene Fläche zur Verfügung. Es dauerte allerdings einige Jahre, bis das erforderliche Eigenkapital zusammengetragen war. Das Vorhaben wurde mit der Stadtplanung abgestimmt. Entgegen der ursprünglichen Planung wurde aus betriebswirtschaftlichen Gründen die Zahl der Plätze von 32 auf 42 erhöht und ein fünf- statt eines vierstöckigen Gebäudes errichtet. Die vier Wohngeschosse wurden mit je sechs Einzel- und zwei Doppelbettzimmern ausgestattet. Im Erdgeschoss gab es zwei weitere Einzelzimmer. Die Sanitärräume waren noch Gemeinschaftsräume. Im Erdgeschoss gab es eine Raucherhalle. Um Widerstände der Landeskirche dagegen zu vermeiden, dass eine einzelne Kirchengemeinde ein Altenheim betrieb, statt diese Aufgabe etwa dem Diakonischen Werk zu übertragen, wurde ein gesonderter Trägerverein aus der Gemeinde heraus gegründet. Gleichzeitig mit dem Altenheim wurde ein zweites Pfarrhaus errichtet, das die Baulücke zwischen Altenheim, Gemeindezentrum und Kirche schloss. Dadurch entstand ein geschlossener, einheitliche Baukomplex. Am 13. Juni 1962 wurde der Grundstein gelegt, Richtfest am 14. Dezember 1962 gefeiert, ein Jahr später wurde es eingeweiht. Das Altenheim wurde mit der Kirche 2005 abgerissen.

### Haus Saalburg und Heilandskapelle (ab 2007)
Die Agaplesion Frankfurter Diakonie Kliniken übernahmen das Grundstück durch Erbbaurecht und errichteten hier das Haus Saalburg, das im Oktober 2007 eröffnet wurde. Dieses umfasst 53 barrierefreie Zwei- und Dreizimmer-Wohnungen im Bereich Wohnen und Service sowie einen Pflegebereich Wohnen und Pflege mit 57 Einzel- und 8 Doppelzimmern auf zwei Wohnetagen sowie ein öffentliches Restaurant, einen Friseursalon, die ökumenische Heilandskapelle, die Heilands-Kindertagesstätte der Evangelischen Kirchengemeinde Bornheim und einen Kirchenladen. Die Heilandskapelle trägt ihren Namen in Erinnerung an die Heilandskirche. In ihr finden sowohl evangelische als auch katholische Gottesdienste statt. Sie kann außerdem mit einem angrenzenden Raum für Veranstaltungen genutzt werden.